# Treppo Carnico
Treppo Carnico (Trèp di Cjàrgne in friulano) è un centro abitato di 555 abitanti del comune di Treppo Ligosullo nella provincia di Udine in Friuli-Venezia Giulia.
Fino al 31 dicembre 2018 ha costituito, assieme alle frazioni di Gleris, Gosper, Siaio, Tausia e Zenodis, un comune autonomo, che confinava con i comuni di Arta Terme, Ligosullo, Paluzza e Paularo. Al momento della sua soppressione il comune contava 611 abitanti.
Il comune di Treppo Carnico confluisce dal 1º febbraio 2018 assieme a Ligosullo nel nuovo comune di Treppo Ligosullo come da legge regionale 28 dicembre 2017, n. 47.

## Geografia fisica
Sorge a 671 m nella regione montuosa della Carnia, circondato dai monti Paularo (2.043 m) e Dimon (2.043 m) a Nord e Tersadia (1.959 m) a Sud.

## Storia

### Simboli
Lo stemma e il gonfalone di Treppo Carnico erano stati concessi con decreto del presidente della Repubblica del 6 ottobre 1953.
Il gonfalone era un drappo di azzurro.

## Monumenti e luoghi d'interesse

### Architetture religiose
- Chiesa parrocchiale di Sant'Agnese di Treppo Carnico. La chiesa di Sant'Agnese si trova nel centro del paese in un crocevia di strade che portano alla piazza dove si può anche ammirare il Monumento ai Caduti di tutte le Guerre.[8]

### Architetture civili e musei
- Galleria d'arte moderna Enrico de Cillia[9]

Territorio dell'ex comune di Treppo Carnico nella provincia di Udine

- Municipio del paese
- Piazza della cooperazione

## Società

### Evoluzione demografica
Abitanti censiti; fino al 1936 è indicato il solo dato complessivo degli abitanti nell'ex comune, per gli ultimi censimenti si evidenzia in blu la popolazione residente nel centro abitato di Treppo Carnico, in verde quella residente nei vecchi confini comunali. Per i censimenti fino al 1971 si sommano i dati relativi a Treppo Carnico e Zenodis, che dal 1981 sono considerati uniti in un unico centro abitato.

## Galleria d'immagini

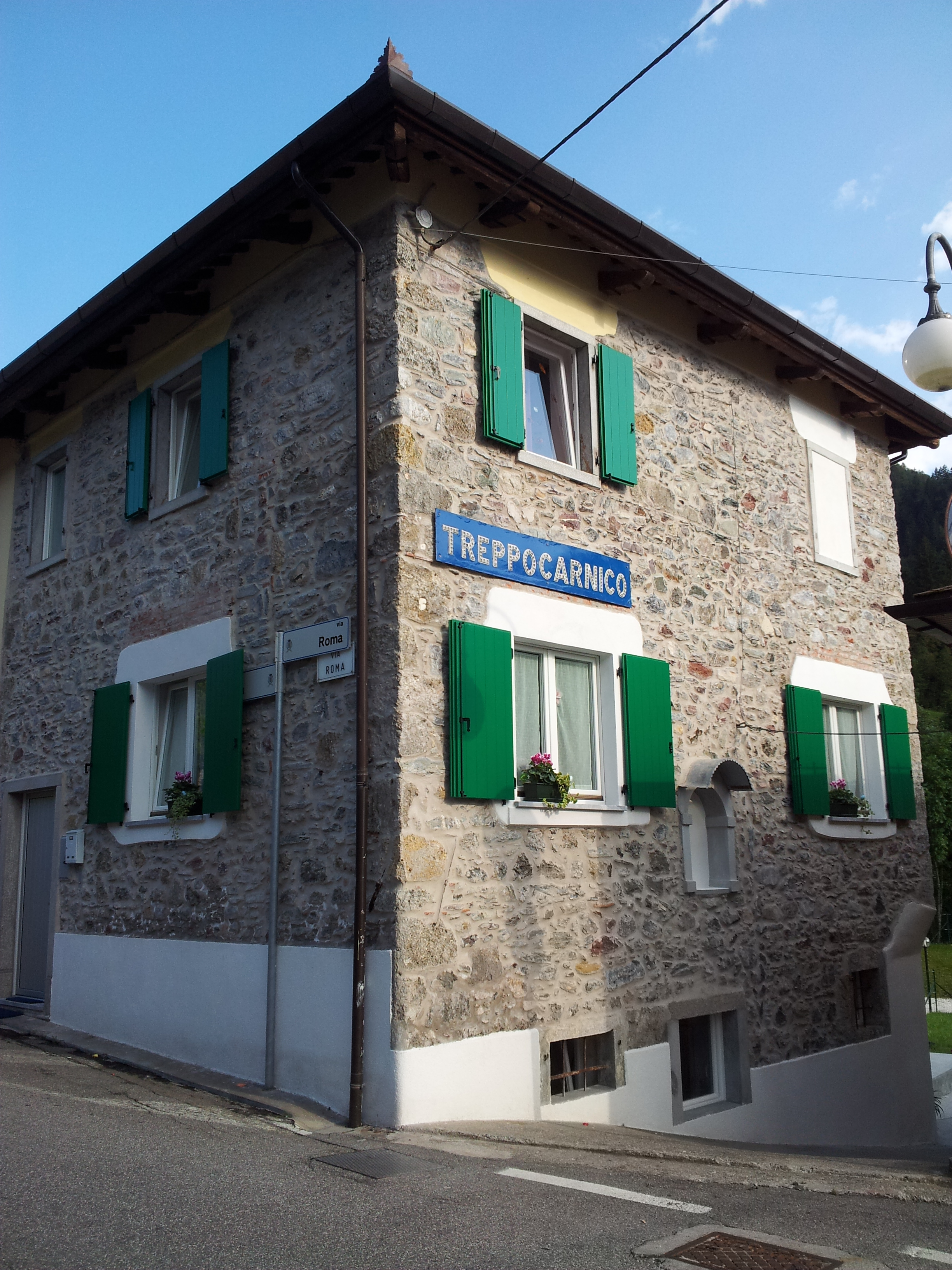
Tabella Toponomastica
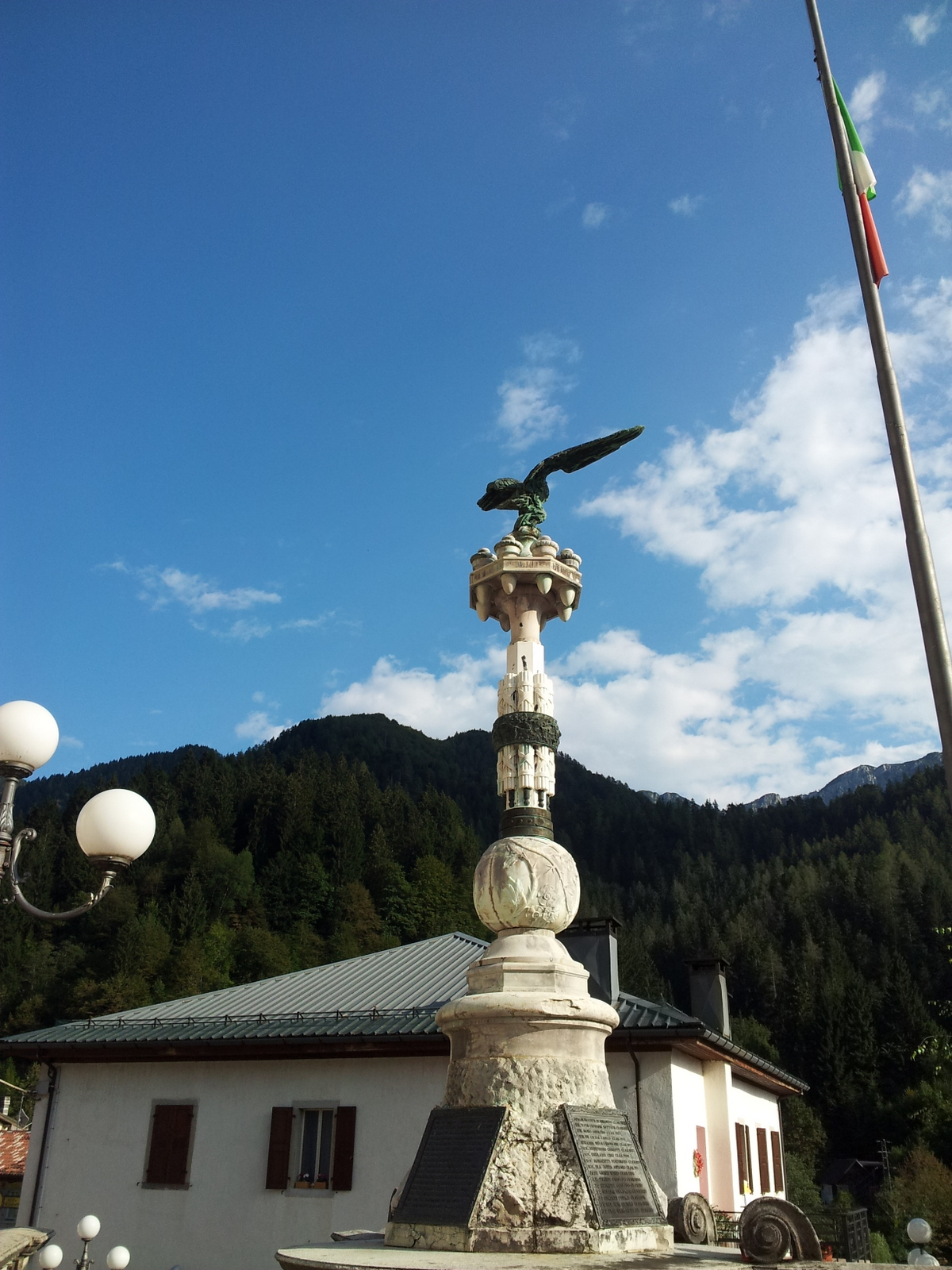
Monumento ai caduti
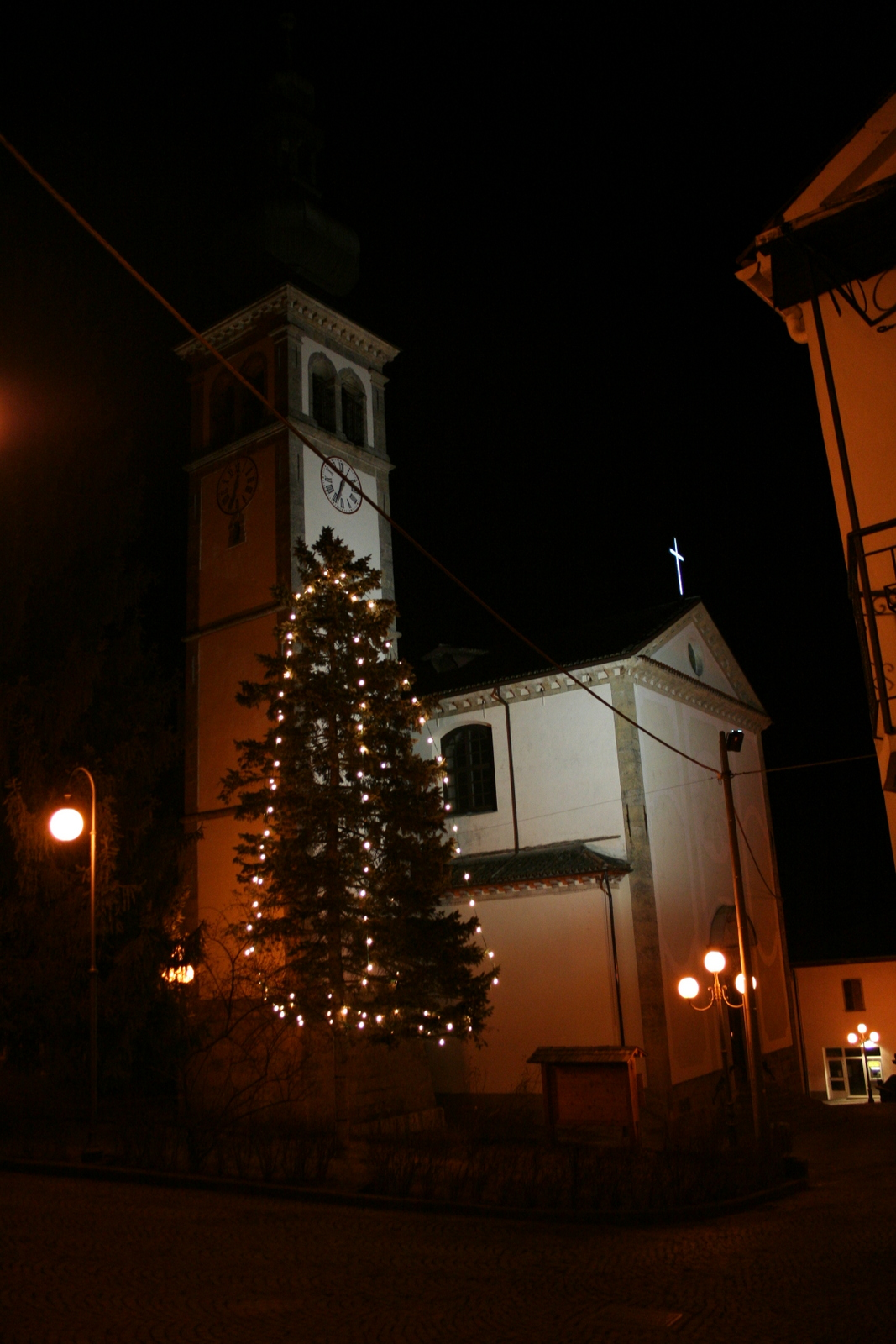
La chiesa di Sant'Agnese a Natale